# Kouba Olanga
Kouba Olanga è un comune del Ciad situato nel dipartimento di Borkou, provincia di Borkou.